# 长喙黄耆
长喙黄耆（学名：Astragalus pavlovianus var. longirostris）为豆科黄耆属下的一个变种。

## 扩展阅读
- 維基物種上的相關：长喙黄耆